# Una altra teràpia perillosa
Una altra teràpia perillosa (títol original: Analyze That) és una pel·lícula estatunidenca de Harold Ramis estrenada l'any 2002. És la continuació de Una teràpia perillosa, estrenada l'any 1999. Ha estat doblada al català.

## Argument
Quan el cap de la màfia Paul Vitti (Robert De Niro) està a punt de complir la seva condemna en Sing Sing, els agents de l'FBI el monitoren per observar el seu comportament. Dia rere dia observen sorpresos com el gàngster més important de Nova York passeja per la seva cel·la en estat semicatatònic; fins i tot li dona per cantar cançons de la comèdia musical West Side Story. Intenta fer el canvi a la venda de cotxes, però es mostra poc agressiu respecte als eventuals clients. D'altra banda, Ben Sobel (Billy Crystal), el seu psiquiatre, i la seva dona Laura (Lisa Kudrow) són posats sota la protecció de l'FBI, perquè veuen la seva vida amenaçada per assassins a sou aficionats. Els agents federals compten en treure informació a Paul Vitti i servir-se d'ell com indicador.

## Repartiment
- Robert De Niro: Paul Vitti
- Billy Crystal: Ben Sobel
- Joe Viterelli: Jelly
- Anthony LaPaglia: Anthony Bella (no surt als crèdits)
- Cathy Moriarty: Patty LoPresti
- Lisa Kudrow: Laura Sobel
- Franck Gio: Lou "La Vrille" Rigazzi
- Reg Rogers: Raoul Berman
- Joey Diaz: Ducks
- Kyle Sabihy: Michael Sobel
- John Finn: Richard Chapin
- Raymond Franz: Eddie DeVol
- Pat Cooper: Salvatore Masiello
- Thomas Rosales, Jr.: Coyote
- James Biberi: l'agent Miller
- Callie Thorne: l'agent Cerrone
- Demetri Martin: l'ajudant
- Gina Lynn: una strip-teaseuse